# Метидьери, Карлос
Жозе́ Ка́рлос Метидье́ри (род. 18 декабря 1942, Сорокаба, Сан-Паулу) — американский футболист бразильского происхождения, нападающий. Он играл на профессиональном уровне в Канаде и США, где был ведущим бомбардиром NASL в 1970/71 годах и был назван самым ценным игроком лиги. Единственный игрок в истории лиги, получавший награды два сезона подряд. Он также сыграл два матча за сборную США по футболу в 1973 году.

## Клубная карьера
Известный как «Topolino» (рус. Мышонок) в связи со своим низким ростом (163 см) и взрывной скоростью на поле, Метидьери начал профессионально играть в футбол в возрасте 16 лет, когда переехал из Бразилии в Канаду. Он присоединился к клубу «Торонто Италия» из Восточно-Канадской профессиональной футбольной лиги, где стал в 1965 и 1966 годах лучшим бомбардиром лиги, а в 1966 году — самым ценным игроком. В 1967 году он перешёл в «Бостон Роверс» из Объединенной Футбольной Ассоциации. Позже новым клубом для него стал «Лос-Анджелес Вулвз», где он играл вместе с двоюродным братом Гилсоном. Это был для него первый сезон в NASL. После одного сезона в Лос-Анджелесе Метидьери перешёл в «Рочестер Лансерс». Он сделал свой дубль именно с «Лансерс», за которых он отыграл четыре сезона. В 1971 году игрок стал MPV и лучшим бомбардиром лиги. Метидьери стал автором победного гола в самом длинном официальном футбольном матче, когда-либо сыгранном в истории американского футбола, который продлился 176 минут на Стадионе «Холледер» против «Даллас Торнадо» в 1971 году. Метидьери забил 19 голов в 24 играх в 1971 году. Он закончил свою карьеру в NASL в 1974 году, играя за «Бостон Минутмен». Он также с немалым успехом выступал в MISL с 1979 по 1980 год.

## Национальная сборная
Метидьери сыграл в двух матчах за сборную США в 1973 году. Его первой игрой стал разгромный проигрыш со счётом 4-0 против Бермудских островов, 17 марта. Его второй матч также закончился поражением, на этот раз Польше со счётом 4:0, 20 марта. Он также сыграл один неофициальный матч, где его сборная снова проиграла со счётом 6:0 Бельгии, 29 марта.

## После завершения карьеры
После ухода из футбола Метидьери жил в Рочестере, штат Нью-Йорк, где владел пиццерией. Позднее он переехал в Финикс, штат Аризона.
В настоящее время он вместе с женой и дочерью живёт в Гилберте, штат Аризона, и владеет бразильско-итальянским рестораном под названием «Бразиталия».